# Microsorum ensiforme
Microsorum ensiforme là một loài thực vật có mạch trong họ Polypodiaceae. Loài này được Schelpe miêu tả khoa học đầu tiên.